# Prinia maculosa
La prinia del Karoo (Prinia maculosa) es una especie de ave paseriforme de la familia Cisticolidae propia del África austral. Anteriormente se consideraba conespecífica de la prinia del Drakensberg, pero en la actualidad se consideran especies separadas.

## Descripción

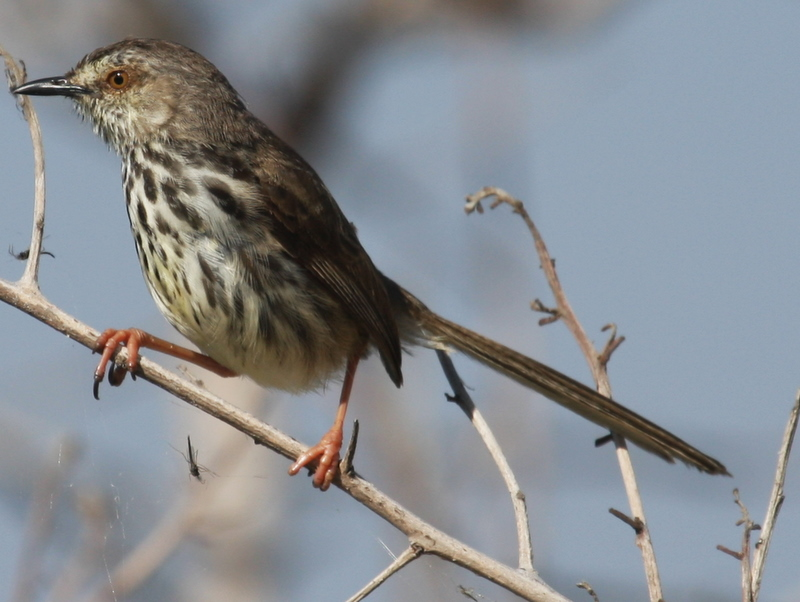
Se caracteriza por sus partes inferiores moteadas.

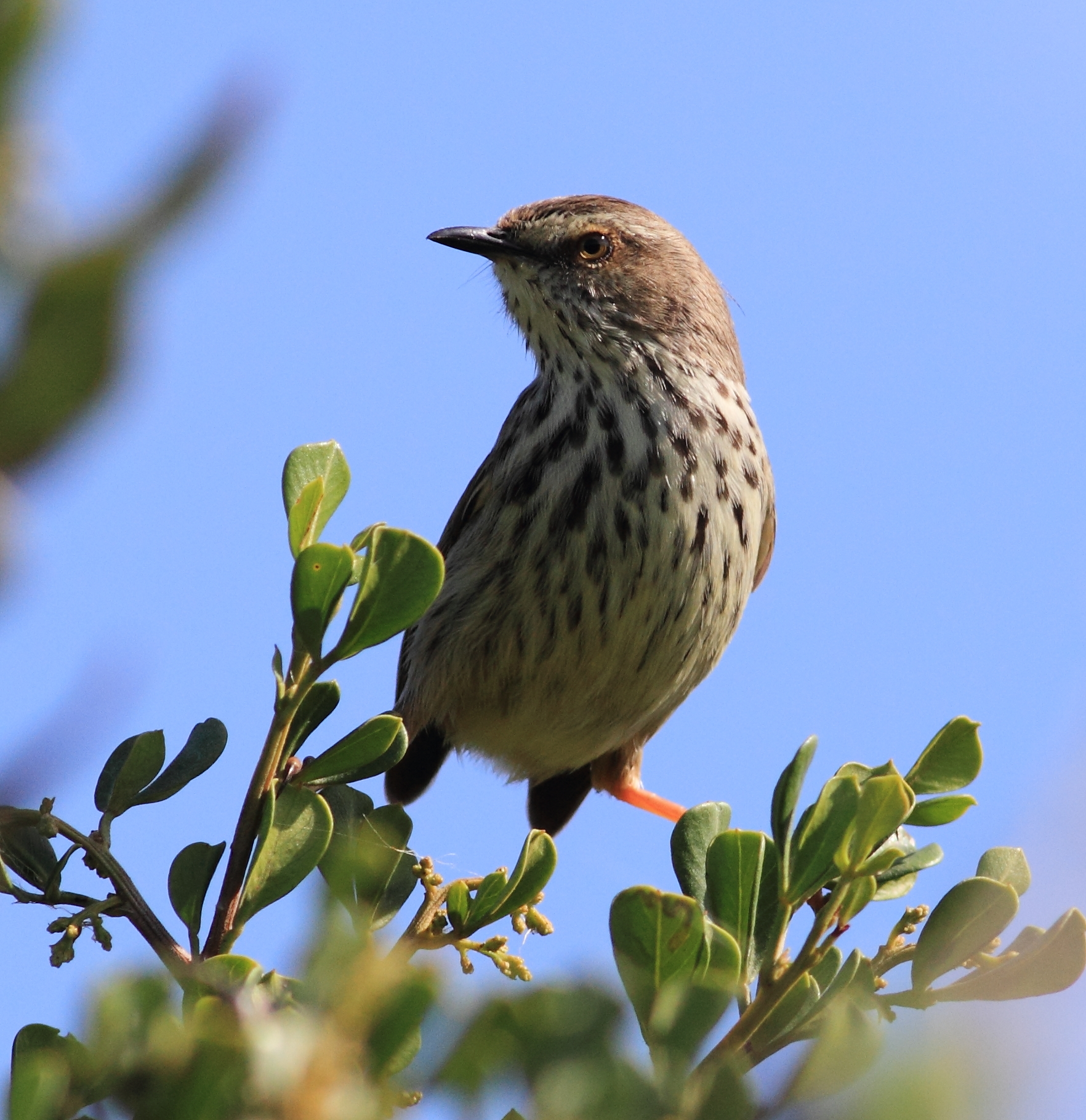
En la reserva natural Rondevlei, Ciudad del Cabo, Sudáfrica.

La prinia del Karoo mide entre 13–15 cm de longitud total. Tiene una cola larga y alas cortas y redondeadas, patas robustas y un pico corto, recto y negro. Sus partes superiores son parduzcas. Presenta listas superciliares blanquecinas, al igual que su garganta y parte inferior del rostro, pero estas con estriado oscuro. El resto de sus partes inferiores son de color blanquecino amarillento o amarillas, con un denso moteado negro caractarístico. Su larga cola tiene motas negra cerca del final y generalmente mantiene alzada la cola. Sus patas son rosado parduzcas y sus ojos son pardos. Ambos sexos tienen un aspecto idéntico, aunque los juveniles son más amarillentos que los adultos en las partes inferiores y tienen un moteado menos denso.
La prinia del Karoo solo puede ser confundida con su pariente la prinia del Drakensberg prinia, pero sus partes inferiores son menos amarillas y tienen un moteado más denso que las de esta última especie.

## Distribución y hábitat
Es un pájaro sedentario que habita en Sudáfrica, Lesoto y el extremo sur de Namibia. Sus hábitats naturales son los matorrales del karoo, el fynbos y los barrancos arbolados de los montes de los semidesiertos.

## Comportamiento
The Karoo prinia is usually seen in pairs or small groups, typically low in scrub, but sometimes perching on the top of a bush. It actively forages for small insects, with tail cocked and frequently swung side-to-side.
Crían de agosto a septiembre. La prinia del Karoo construye un nido ovalado con paredes finas de hierba y una entrada lateral. Está situado bien escondido en el interior de un matorral frondoso. 

## Estado de conservación
Es una especie común en un área de distribución extensa, de unos 670.000 km². Se estima que su población es grande, que no se aproxima a los criterios de descenso de población de la UICN (declive de más del 30% en diez años o tres generaciones). Por ello se clasifica como especie bajo preocupación menor.